# Mieczysław Dunin Borkowski
Mieczysław Ignacy Dunin Borkowski herbu Łabędź (ur. 30 lipca 1833 w Płotyczu, zm. 11 listopada 1906 tamże) – hrabia, polski właściciel ziemski, poseł do Sejmu Krajowego Galicji i Rady Państwa, c. k. podkomorzy.

## Życiorys
Syn hrabiego Henryka Jakuba (1798-1847) i Julii Marianny z Korytowskich herbu Mora (1815-1888).
Posiadał dobra Mielnica z Mazurówką i Wołoszczyzną oraz Chudykowce. Uczestniczył w przygotowaniach do powstania styczniowego, z polecenia Rządu Narodowego czynił przygotowania na Podolu.
Był marszałkiem Rady c. k. powiatu borszczowskiego (1868-1906). Był wybierany posłem do Sejmu Krajowego Galicji z IV kurii okręgu wyborczego Borszczów. Pełnił mandat w kadencjach: V (1882–1889), VI (1889–1895), VII (1895–1901), VIII (1901-1906). Ponadto był posłem do Rady Państwa w Wiedniu kadencji: IX (1897–1900) i X (1901–1906). 24 marca 1897 został członkiem Izby Panów w Radzie Państwa.
Był prezesem oddziału borszczowskiego Galicyjskiego Towarzystwa Gospodarskiego, członkiem rady nadzorczej (1887) i wiceprezesem Galicyjskiego Banku Kredytowego (1895-1899), delegatem do rady nadzorczej Towarzystwa Oficjalistów Prywatnych (1889-1892), członkowiem Galicyjskiej Kasy Oszczędności (1887), członkiem rady nadzorczej Wschodnio-Galicyjskich Kolei Lokalnych (25 maja 1895)
Otrzymał godność c. k. podkomorzego 3 czerwca 1891. Otrzymał tytuły honorowego obywatelstwa Mielnicy, Krzywcz, Korolówki, Uścia Biskupiego, Kudryniec, Jezierzan, Skały w 1887 oraz Borszczowa w 1898. Członek honorowy Towarzystwa Muzeum Narodowego Polskiego w Rapperswilu od 1895. Został odznaczony Orderem Korony Żelaznej II klasy (30 listopada 1898) oraz Krzyżem Komandorskim Order Świętego Grzegorza Wielkiego (12 lipca 1867). Kawaler Honorowy Maltański (2 maja 1892).
15 stycznia 1867 poślubił Marię (ur. 1848, córka Kazimierza Wodzickiego), z którą miał dwóch synów i trzy córki: Kazimierę (ur. 1869, żona Bernarda Broel-Platera), Florentynę, Helenę Marię (ur. 1871, żona Kazimierza Dunin-Karwickiego), Juliusza Mariana (ur. 1875, ożeniony z córką Zdzisława Skrzyńskiego), Władysława Jerzego (ur. 1876) i Jadwigę Eleonorę (ur. 1879, została żoną Henryka Mniszek-Tchorznickiego).
Został pochowany w kaplicy grobowej na cmentarzu w Mielnicy.